# Arte sicalíptico
Arte sicalíptico denomina el conjunto de manifestaciones artísticas o seudoartísticas relacionadas con la seducción sexual. Tuvo su origen a finales del siglo xix y comienzo del siglo xx, cuando aparece en España dos publicaciones semanales, ambas en Barcelona: La vida galante, fundada por el dramaturgo y escritor Eduardo Zamacois (aparecida entre 1898-1905), y Sicalíptico, Algunas fuentes lo datan hacia 1902 en el marco publicitario del periódico El Liberal (Madrid), para referirse a una obra literaria de pornografía considerada como obscena.
El ‘arte sicalíptico’, como extensión pretendidamente artística de la sicalipsis, quedaría definido por los contenidos de la citada Sicalíptico, revista semanal ilustrada («cuadernos grapados de 16 páginas en blanco y negro»), que empezó a publicarse el 9 de enero de 1904, sin otra conexión con la actualidad que algunas críticas teatrales. Este tipo de prensa fue «fuertemente criticada por la publicística ultracatólica», desde otras publicaciones como la Revista Semanal Ilustrada. A pesar de la reacción ultramontana, el modelo sería continuado por publicaciones más atrevidas como el semanario La hoja de parra, fundado por Antonio Lezama y Francisco Gómez, y publicado en 1911 (con una segunda época de publicación en 1931).
Dichas revistas incluían relatos eróticos, envueltos en una abundante colección de ilustraciones y fotografías de mujeres en actitud provocativa, semidesnudas o con indumentaria ligera o mallas ajustadas como las utilizadas en el circo, que exageraban diferentes aspectos o partes de su cuerpo, pero sus páginas no darían cuenta de la actualidad, a excepción de las ya mencionadas críticas teatrales o sobre espectáculos populares musicales.